# Jean II de Rohan
Jean II de Rohan (16 novembre 1452 - 1516), fut un des plus puissants seigneurs de la Bretagne de la fin du XVe siècle.

## Biographie
Membre de la Maison de Rohan, Jean II de Rohan naît le 16 novembre 1452 au château de La Chèze ; il est le fils d’Alain IX de Rohan († 1462) et de Marie de Lorraine-Vaudémont († 1455). Il fut vicomte de Rohan, seigneur de Léon et comte de Porhoët. Il épousa Marie de Bretagne, fille du duc François Ier de Bretagne au château de La Chèze en mars 1461.

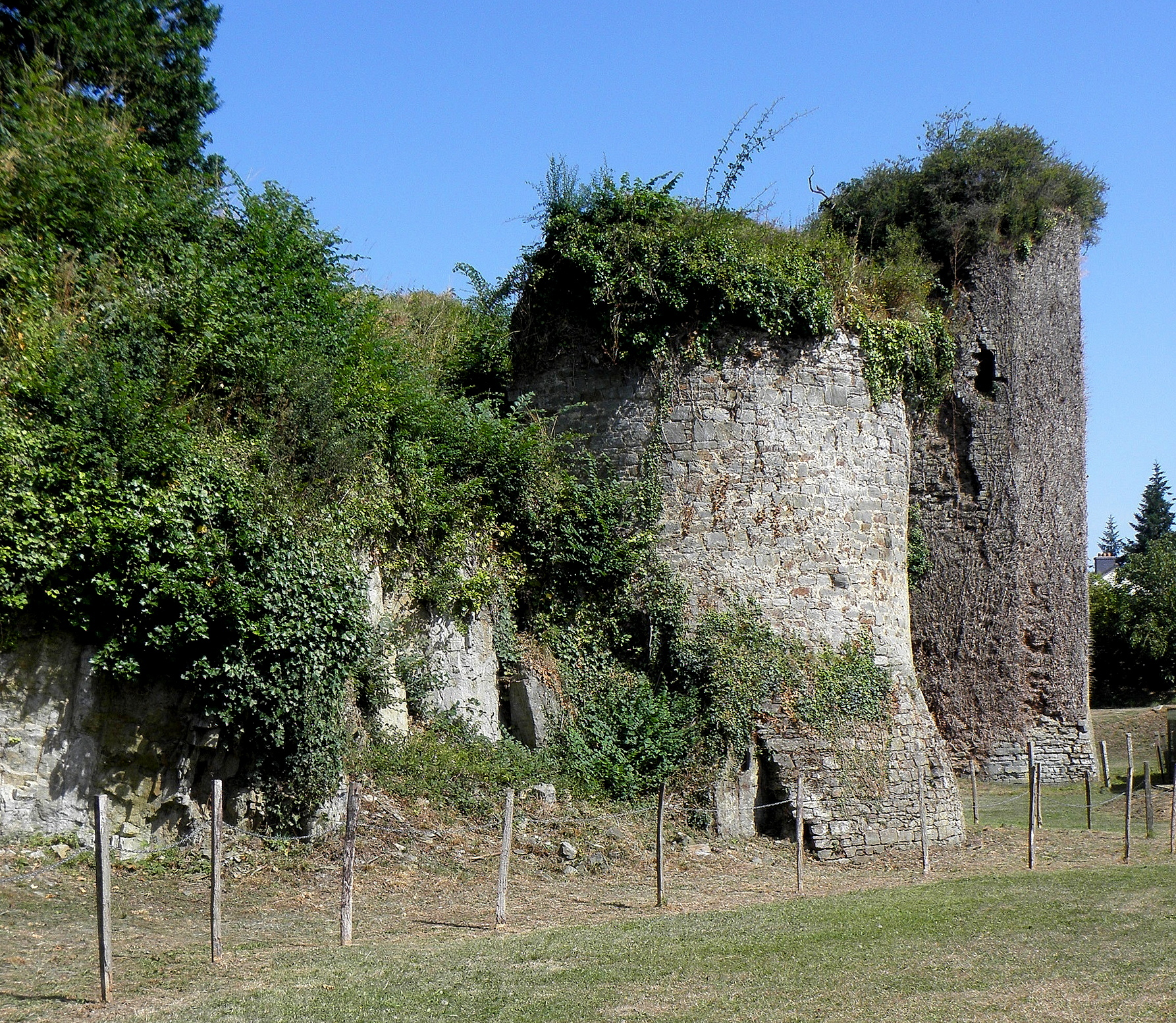
Ruines du château de La Chèze.

Il poursuit entre 1461 et 1470 la construction de l'église Notre-Dame-du-Roncier de Josselin commencée par son père ; il achève aussi en 1464 la construction, aussi commencée par Alain IX de Rohan, d'une chapelle à Saint-Caradec-Trégomel, devenue par la suite l'Église Notre-Dame de Kernascléden.

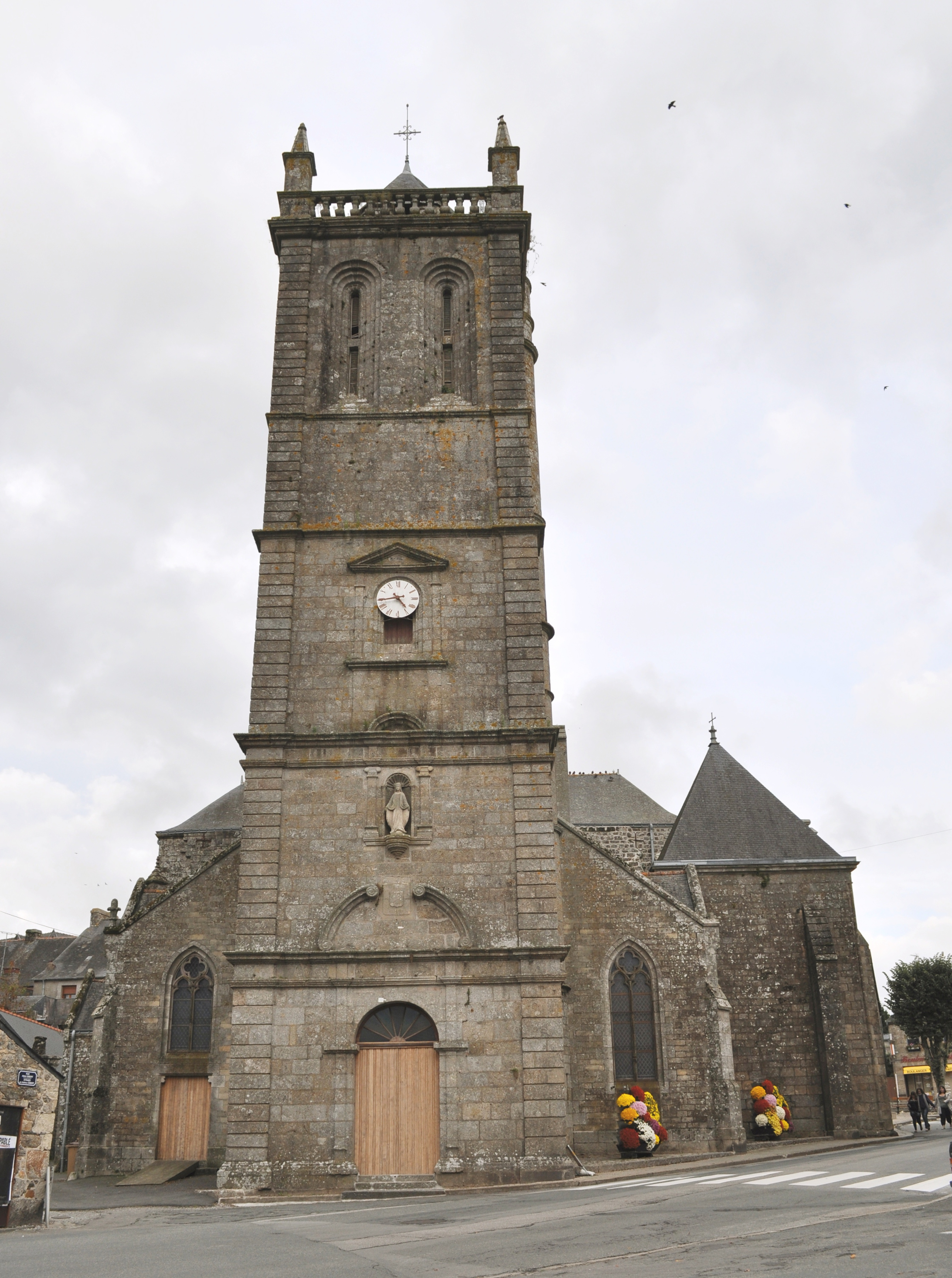
L'église, devenue basilique, Notre-Dame-du-Roncier de Josselin.
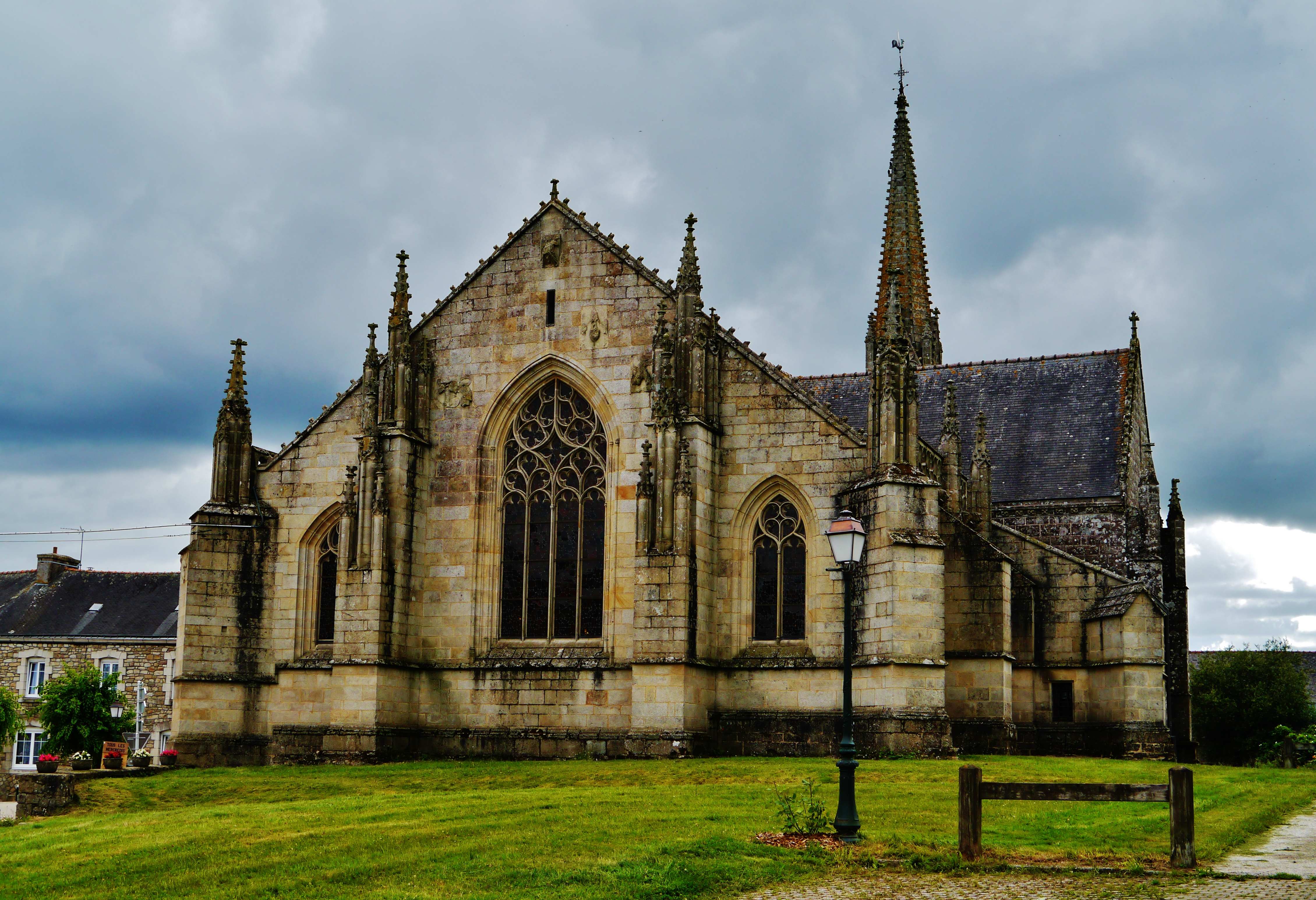
L'église Notre-Dame de Kernascléden.

En 1469 Jean II de Rohan séjourne à la cour ducale de Nantes, mais le 3 avril 1470 il choisit de rallier Louis XI, avant de finalement négocier un nouvel accord avec le duc François II et de rentrer sur ses terres, vivant le plus souvent à La Chèze ou à Josselin.
Vers 1479, Jean II de Rohan est l'un des plus puissants seigneurs bretons. Il est vicomte de Rohan, seigneur de Léon, comte de Porhoët, seigneur de Blain, de Héric , de Fresnay (en Plessé), de La Garnache, de Beauvoir-sur-Mer et de nombreux autres lieux. Il est aussi chevalier de l'Ordre de Saint-Michel et de l'Ordre de l'Hermine.
Mais il est arrêté le 3 novembre 1479 sur ordre de François II de Bretagne pour avoir fait assassiner René de Keradreux, qui avait épousé clandestinement Catherine de Rohan, la sœur du vicomte. Il n'est libéré et rétabli dans ses droits qu'en février 1484.

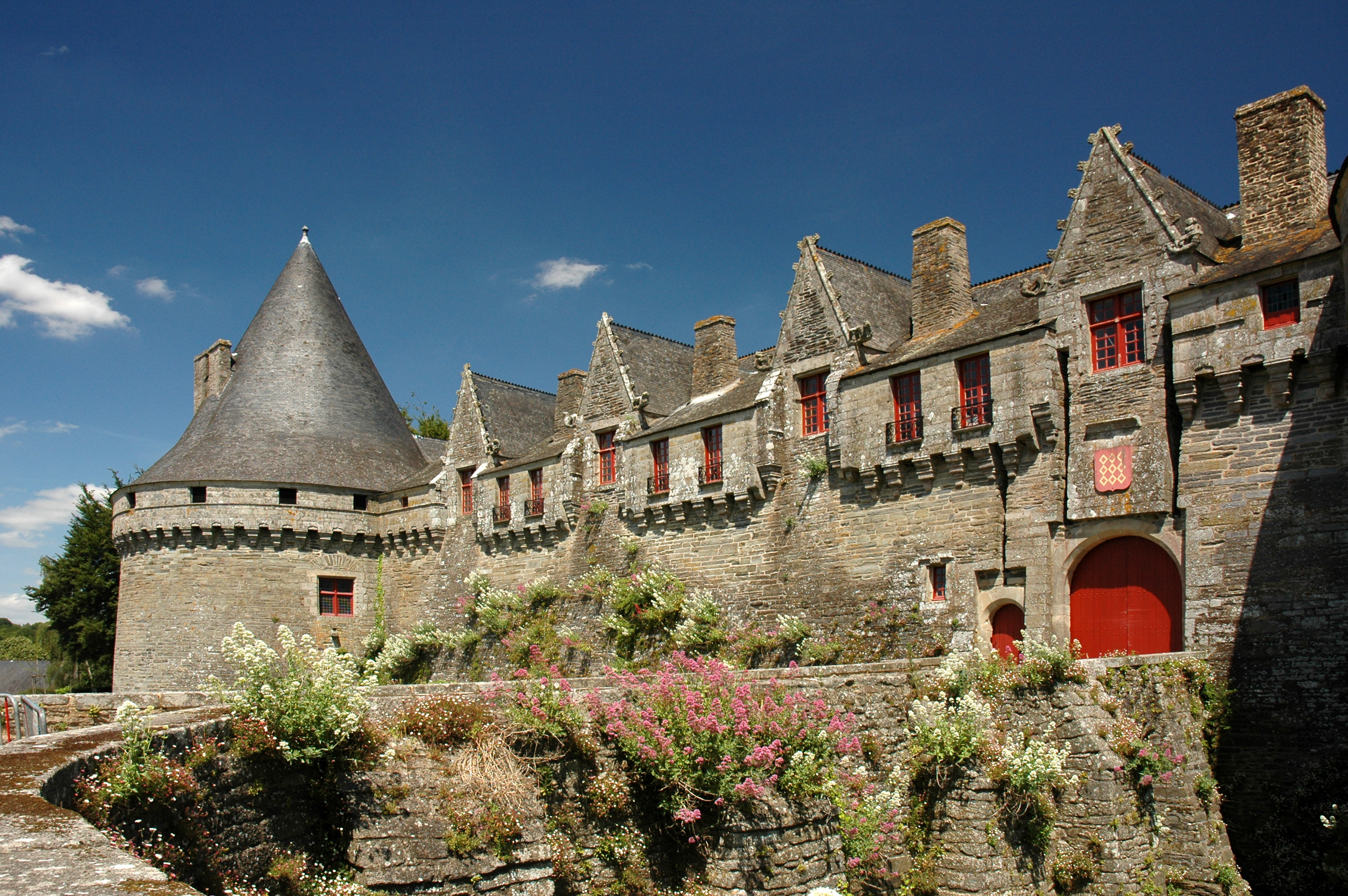
Le château de Pontivy.

C'est pourtant pendant cette période, entre le printemps 1479 et 1485, qu'il fait construire le château de Pontivy (Pontivy est alors le centre politique, judiciaire et militaire du fief des Rohan, mais il possède de nombreux autres châteaux (les châteaux de Josselin, Corlay, La Roche-Maurice, La Chèze , Blain, le château des Salles (à Perret), , etc.)

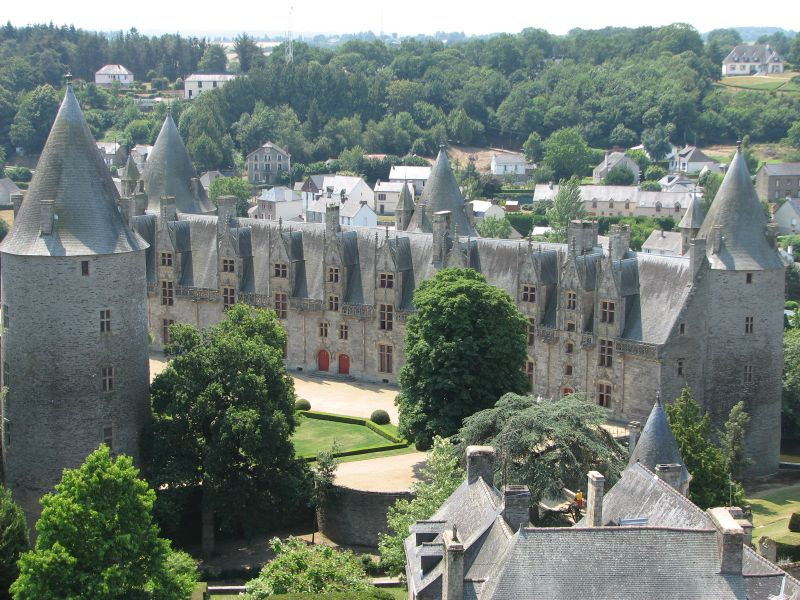
Le château de Josselin.

Il s’opposa souvent au duc François II dont Marie de Bretagne était la petite-cousine et la belle-sœur. Selon la tradition successorale bretonne antérieure aux traités de Guérande, de par son mariage, il aurait pu devenir duc à la mort de sa belle-sœur la duchesse Marguerite de Bretagne. À la mort de François II, il s'allia au roi de France Charles VIII et conquiert une partie du domaine ducal (il prend Moncontour, saccage Quintin et mène des assauts sur Guingamp et Concarneau en 1487 et 1488), pendant que les troupes françaises prennent Ploërmel et Vannes. Il se prétendit et s'intitula alors duc de Bretagne, ce que Charles VIII dut lui interdire expressément.
En mars 1488 des mercenaires allemands à la solde du duc de Bretagne prennent 4 châteaux appartenant au duc de Rohan (Josselin, Rohan, La Chèze et Pontivy), mais ce succès du duc est éphémère en raison de la défaite des troupes bretonnes lors de la bataille de Saint-Aubin-du-Cormier (27 juillet 1488), au cours de laquelle le fils aîné du vicomte, François de Rohan, est tué. Jean II de Rohan parachève la défaite des troupes bretonnes en prenant Dinan et Saint-Malo ; puis il soumet au Roi une bonne partie de la Basse-Bretagne, dont Guingamp, mais ne parvient pas à obtenir, en dépit de mantes promesses, l'accord du roi Charles VIII pour le mariage d'Anne de Bretagne, devenue duchesse, avec son fils Jacques de Rohan ; c'est finalement Charles VIII lui-même qui épouse Anne de Bretagne).
En 1492 Jean II de Rohan tente de s'octroyer la couronne de Bretagne avec l'aide des Anglais, mais ce projet n'aboutit pas, Charles VIII parvenant à amadouer le vicomte en me nommant lieutenant-général du Roi en Bretagne le 9 décembre 1492.
En 1500 il fait un procès à Anne de Bretagne à propos de la succession du duc François Ier de Bretagne et obtient la moitié des biens communs entre le duc François II de Bretagne et Marguerite de Bretagne.
La première décennie du XVIe siècle est une période de paix ; Jean II de Rohan séjourne le plus souvent à Pontivy, faisant ajouter queqes ornements à son château, dont la destination guerrière s'estompe. Il perd deux de ses fils : Georges en 1502 et Jean en 1505. En 1509 il marie son fils survivant, Jacques, mais les deux unions successives de ce dernier n'auront pas de postérité. Anne, sixième enfant de Jean II de Rohan, est mariée à son cousin Pierre II de Rohan Gié, ce qui nécessite une dispense papale ; c'est d'eux que descendront les futurs vicomtes de Rohan (branche de Rohan Gié). 

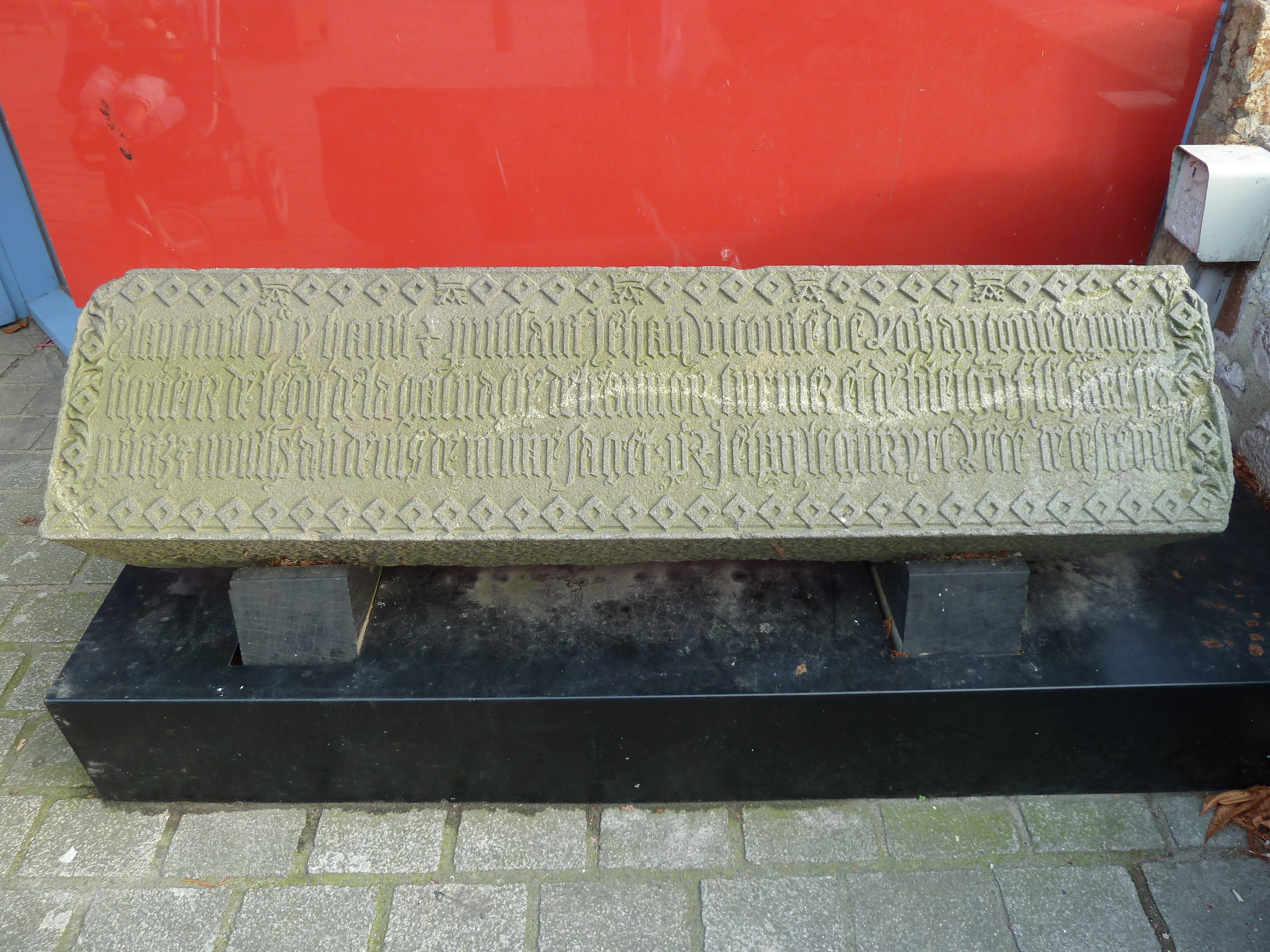
Pierre de fondation du Pont de Rohan à Landerneau (1510).

En 1510 il fit construire le pont habité de Landerneau, connu sous le nom de Pont de Rohan ; auparavant il avait fondé dans cette ville en 1488 un couvent des Cordeliers.
Il a aussi participé à la construction de nombreuses églises et chapelles comme l'église Saint-Pierre-et-Saint-Paul de Malguénac, l'église Saint-Gobrien de Saint-Gouvry, les chapelles Saint-Michel (au Sourn, de la Trinité à Castennec, de Kerhouarn en Locoal-Mendon, la chapelle Notre-Dame-de-Bonne-Encontre (près de Rohan), etc..).
Il était, avec Jean de Chalon, prince d'Orange, l'héritier présomptif de la duchesse Anne, jusqu'à ce que celle-ci mette au monde ses enfants. Sa vie entière fut consacrée à se rapprocher de la couronne ducale.
Le « grand Vicomte » meurt en son château de Blain le 1er avril 1516.

## Parenté
|  |  |                            |                            |                            |                            |                               |                               |                               |                               |                                  |                                  |                                  |                                  |                                  |                                  |  |  |                               |                               |                               |                               |                               |                               |  |  | Jean IV (1339-1345-1399)           |                                    |                                    |                                    |                                    |                                    |  |  |                                     |                                     |                                     |                                     |                                     |                                     |  |  |                       |                       |                       |                       |                       |                       |  |  |  |  |  |  |  |  |  |  |  |  |  |  |  |  |  |  |
|  |  |                            |                            |                            |                            |                               |                               |                               |                               |                                  |                                  |                                  |                                  |                                  |                                  |  |  |                               |                               |                               |                               |                               |                               |  |  |                                    |                                    |                                    |                                    |                                    |                                    |  |  |                                     |                                     |                                     |                                     |                                     |                                     |  |  |                       |                       |                       |                       |                       |                       |  |  |  |  |  |  |  |  |  |  |  |  |  |  |  |  |  |  |
|  |  |                            |                            |                            |                            |                               |                               |                               |                               |                                  |                                  |                                  |                                  |                                  |                                  |  |  |                               |                               |                               |                               |                               |                               |  |  |                                    |                                    |                                    |                                    |                                    |                                    |  |  |                                     |                                     |                                     |                                     |                                     |                                     |  |  |                       |                       |                       |                       |                       |                       |  |  |  |  |  |  |  |  |  |  |  |  |  |  |  |  |  |  |
|  |  |                            |                            |                            |                            |                               |                               |                               |                               | Alain VIII de Rohan (-1396-1429) | Alain VIII de Rohan (-1396-1429) | Alain VIII de Rohan (-1396-1429) | Alain VIII de Rohan (-1396-1429) | Alain VIII de Rohan (-1396-1429) | Alain VIII de Rohan (-1396-1429) |  |  | Jean V (1389-1399-1442)       | Jean V (1389-1399-1442)       | Jean V (1389-1399-1442)       | Jean V (1389-1399-1442)       | Jean V (1389-1399-1442)       | Jean V (1389-1399-1442)       |  |  | Arthur III (1393-1457-1458)        | Arthur III (1393-1457-1458)        | Arthur III (1393-1457-1458)        | Arthur III (1393-1457-1458)        | Arthur III (1393-1457-1458)        | Arthur III (1393-1457-1458)        |  |  | Richard (1395-1438) Comte d'Étampes | Richard (1395-1438) Comte d'Étampes | Richard (1395-1438) Comte d'Étampes | Richard (1395-1438) Comte d'Étampes | Richard (1395-1438) Comte d'Étampes | Richard (1395-1438) Comte d'Étampes |  |  |                       |                       |                       |                       |                       |                       |  |  |  |  |  |  |  |  |  |  |  |  |  |  |  |  |  |  |
|  |  |                            |                            |                            |                            |                               |                               |                               |                               | Alain VIII de Rohan (-1396-1429) | Alain VIII de Rohan (-1396-1429) | Alain VIII de Rohan (-1396-1429) | Alain VIII de Rohan (-1396-1429) | Alain VIII de Rohan (-1396-1429) | Alain VIII de Rohan (-1396-1429) |  |  | Jean V (1389-1399-1442)       | Jean V (1389-1399-1442)       | Jean V (1389-1399-1442)       | Jean V (1389-1399-1442)       | Jean V (1389-1399-1442)       | Jean V (1389-1399-1442)       |  |  | Arthur III (1393-1457-1458)        | Arthur III (1393-1457-1458)        | Arthur III (1393-1457-1458)        | Arthur III (1393-1457-1458)        | Arthur III (1393-1457-1458)        | Arthur III (1393-1457-1458)        |  |  | Richard (1395-1438) Comte d'Étampes | Richard (1395-1438) Comte d'Étampes | Richard (1395-1438) Comte d'Étampes | Richard (1395-1438) Comte d'Étampes | Richard (1395-1438) Comte d'Étampes | Richard (1395-1438) Comte d'Étampes |  |  |                       |                       |                       |                       |                       |                       |  |  |  |  |  |  |  |  |  |  |  |  |  |  |  |  |  |  |
|  |  |                            |                            |                            |                            |                               |                               |                               |                               |                                  |                                  |                                  |                                  |                                  |                                  |  |  |                               |                               |                               |                               |                               |                               |  |  |                                    |                                    |                                    |                                    |                                    |                                    |  |  |                                     |                                     |                                     |                                     |                                     |                                     |  |  |                       |                       |                       |                       |                       |                       |  |  |  |  |  |  |  |  |  |  |  |  |  |  |  |  |  |  |
|  |  | Marie de Lorraine (?-1455) | Marie de Lorraine (?-1455) | Marie de Lorraine (?-1455) | Marie de Lorraine (?-1455) | Marie de Lorraine (?-1455)    | Marie de Lorraine (?-1455)    |                               |                               | Alain IX de Rohan (?-1429-1462)  | Alain IX de Rohan (?-1429-1462)  | Alain IX de Rohan (?-1429-1462)  | Alain IX de Rohan (?-1429-1462)  | Alain IX de Rohan (?-1429-1462)  | Alain IX de Rohan (?-1429-1462)  |  |  | François Ier (1414-1442-1450) | François Ier (1414-1442-1450) | François Ier (1414-1442-1450) | François Ier (1414-1442-1450) | François Ier (1414-1442-1450) | François Ier (1414-1442-1450) |  |  | Pierre II (1418-1450-1457)         | Pierre II (1418-1450-1457)         | Pierre II (1418-1450-1457)         | Pierre II (1418-1450-1457)         | Pierre II (1418-1450-1457)         | Pierre II (1418-1450-1457)         |  |  |                                     |                                     |                                     |                                     |                                     |                                     |  |  |                       |                       |                       |                       |                       |                       |  |  |  |  |  |  |  |  |  |  |  |  |  |  |  |  |  |  |
|  |  | Marie de Lorraine (?-1455) | Marie de Lorraine (?-1455) | Marie de Lorraine (?-1455) | Marie de Lorraine (?-1455) | Marie de Lorraine (?-1455)    | Marie de Lorraine (?-1455)    |                               |                               | Alain IX de Rohan (?-1429-1462)  | Alain IX de Rohan (?-1429-1462)  | Alain IX de Rohan (?-1429-1462)  | Alain IX de Rohan (?-1429-1462)  | Alain IX de Rohan (?-1429-1462)  | Alain IX de Rohan (?-1429-1462)  |  |  | François Ier (1414-1442-1450) | François Ier (1414-1442-1450) | François Ier (1414-1442-1450) | François Ier (1414-1442-1450) | François Ier (1414-1442-1450) | François Ier (1414-1442-1450) |  |  | Pierre II (1418-1450-1457)         | Pierre II (1418-1450-1457)         | Pierre II (1418-1450-1457)         | Pierre II (1418-1450-1457)         | Pierre II (1418-1450-1457)         | Pierre II (1418-1450-1457)         |  |  |                                     |                                     |                                     |                                     |                                     |                                     |  |  |                       |                       |                       |                       |                       |                       |  |  |  |  |  |  |  |  |  |  |  |  |  |  |  |  |  |  |
|  |  |                            |                            |                            |                            |                               |                               |                               |                               |                                  |                                  |                                  |                                  |                                  |                                  |  |  |                               |                               |                               |                               |                               |                               |  |  |                                    |                                    |                                    |                                    |                                    |                                    |  |  |                                     |                                     |                                     |                                     |                                     |                                     |  |  |                       |                       |                       |                       |                       |                       |  |  |  |  |  |  |  |  |  |  |  |  |  |  |  |  |  |  |
|  |  |                            |                            |                            |                            |                               |                               |                               |                               |                                  |                                  |                                  |                                  |                                  |                                  |  |  |                               |                               |                               |                               |                               |                               |  |  |                                    |                                    |                                    |                                    |                                    |                                    |  |  |                                     |                                     |                                     |                                     |                                     |                                     |  |  |                       |                       |                       |                       |                       |                       |  |  |  |  |  |  |  |  |  |  |  |  |  |  |  |  |  |  |
|  |  |                            |                            |                            |                            | Jean II de Rohan (1452--1516) | Jean II de Rohan (1452--1516) | Jean II de Rohan (1452--1516) | Jean II de Rohan (1452--1516) | Jean II de Rohan (1452--1516)    | Jean II de Rohan (1452--1516)    |                                  |                                  |                                  |                                  |  |  | Marie de Bretagne (1446-1511) | Marie de Bretagne (1446-1511) | Marie de Bretagne (1446-1511) | Marie de Bretagne (1446-1511) | Marie de Bretagne (1446-1511) | Marie de Bretagne (1446-1511) |  |  | Marguerite de Bretagne (1443-1469) | Marguerite de Bretagne (1443-1469) | Marguerite de Bretagne (1443-1469) | Marguerite de Bretagne (1443-1469) | Marguerite de Bretagne (1443-1469) | Marguerite de Bretagne (1443-1469) |  |  | François II (1433-1458-1488)        | François II (1433-1458-1488)        | François II (1433-1458-1488)        | François II (1433-1458-1488)        | François II (1433-1458-1488)        | François II (1433-1458-1488)        |  |  | Catherine de Bretagne | Catherine de Bretagne | Catherine de Bretagne | Catherine de Bretagne | Catherine de Bretagne | Catherine de Bretagne |  |  |  |  |  |  |  |  |  |  |  |  |  |  |  |  |  |  |
|  |  |                            |                            |                            |                            | Jean II de Rohan (1452--1516) | Jean II de Rohan (1452--1516) | Jean II de Rohan (1452--1516) | Jean II de Rohan (1452--1516) | Jean II de Rohan (1452--1516)    | Jean II de Rohan (1452--1516)    |                                  |                                  |                                  |                                  |  |  | Marie de Bretagne (1446-1511) | Marie de Bretagne (1446-1511) | Marie de Bretagne (1446-1511) | Marie de Bretagne (1446-1511) | Marie de Bretagne (1446-1511) | Marie de Bretagne (1446-1511) |  |  | Marguerite de Bretagne (1443-1469) | Marguerite de Bretagne (1443-1469) | Marguerite de Bretagne (1443-1469) | Marguerite de Bretagne (1443-1469) | Marguerite de Bretagne (1443-1469) | Marguerite de Bretagne (1443-1469) |  |  | François II (1433-1458-1488)        | François II (1433-1458-1488)        | François II (1433-1458-1488)        | François II (1433-1458-1488)        | François II (1433-1458-1488)        | François II (1433-1458-1488)        |  |  | Catherine de Bretagne | Catherine de Bretagne | Catherine de Bretagne | Catherine de Bretagne | Catherine de Bretagne | Catherine de Bretagne |  |  |  |  |  |  |  |  |  |  |  |  |  |  |  |  |  |  |
|  |  |                            |                            |                            |                            |                               |                               |                               |                               |                                  |                                  |                                  |                                  |                                  |                                  |  |  |                               |                               |                               |                               |                               |                               |  |  |                                    |                                    |                                    |                                    |                                    |                                    |  |  |                                     |                                     |                                     |                                     |                                     |                                     |  |  |                       |                       |                       |                       |                       |                       |  |  |  |  |  |  |  |  |  |  |  |  |  |  |  |  |  |  |
|  |  |                            |                            |                            |                            |                               |                               |                               |                               |                                  |                                  |                                  |                                  |                                  |                                  |  |  |                               |                               |                               |                               |                               |                               |  |  |                                    |                                    |                                    |                                    |                                    |                                    |  |  |                                     |                                     |                                     |                                     | Jean de Chalon (1443-1502)          |                                     |  |  |                       |                       |                       |                       |                       |                       |  |  |  |  |  |  |  |  |  |  |  |  |  |  |  |  |  |  |

## Union et descendance
Jean II, de son mariage avec Marie de Bretagne, eut sept enfants :
1. François, tué à 18 ans dans le parti breton à la bataille de Saint-Aubin-du-Cormier, proposé au duc François II comme époux de la duchesse Anne de Bretagne ;
2. Jean, né en 1476 et mort en 1505 ;
3. Georges, mort en 1502 ;
4. Jacques de Rohan, vicomte de Rohan, chef de la maison de Rohan, marié à Françoise de Daillon puis Françoise de Rohan-Guémené, mort sans enfant ;
5. Claude de Rohan, évêque de Cornouaille
6. Anne, vicomtesse de Rohan après son frère, épouse Pierre de Rohan, fils de Pierre de Rohan-Gié dit le maréchal de Gié ;
7. Marie, épouse de Louis IV de Rohan-Guémené.

## Armoiries
| Blason | Blasonnement : De gueules à 7 macles d'or, posées 3, 3, 1. |

## Sources
- Yvonig Gicquel, Jean II de Rohan ou l’indépendance brisée de la Bretagne, Jean Picollec éditeur, 1994,  (ISBN 2-86477-140-3).